# Hotel Praha

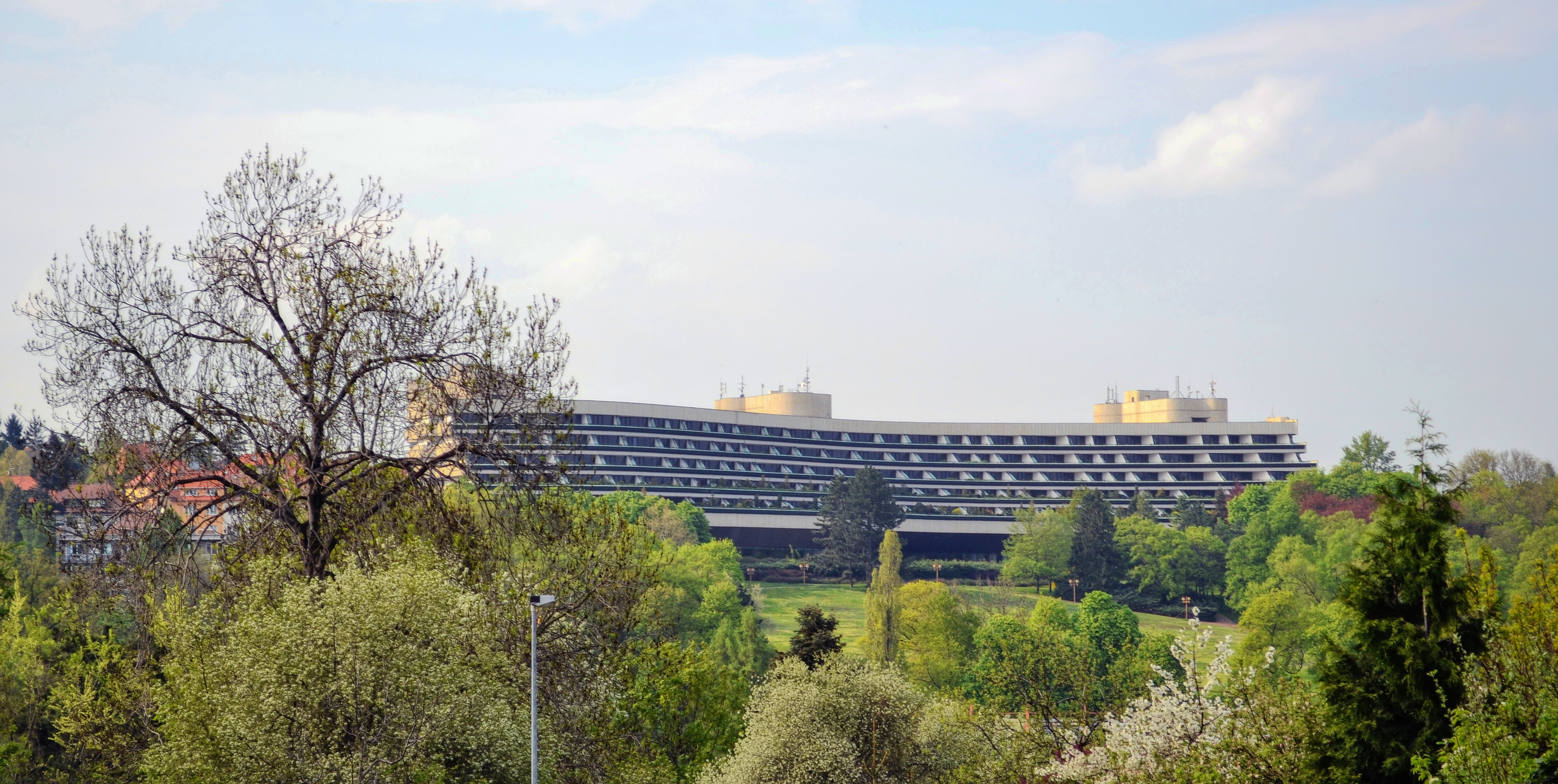
Hotel Praha při pohledu ze Střešovic

Hotel Praha byl moderní pražský hotel a jeden z nejluxusnějších hotelů na území ČSSR, který byl postaven jako špičkové ubytovací zařízení pro potřeby Komunistické strany Československa a československé vlády k ubytování zahraničních delegací. Nacházel se v Praze-Dejvicích v ulici Sušická č. 2450/20 na Hanspaulce. Existoval v letech 1981–2014.
K objektu patřila i rozsáhlá zahrada mezi ulicemi Sušická, Komornická, Na Vlčovce, Na Viničních horách a Na Karlovce. Stavba byla považována za typický příklad „late modern architektury“ s prvky pozdního brutalismu.

## Výstavba a popis
Architektonická soutěž na návrh hotelu byla vypsána v roce 1971 a zvítězil návrh čtveřice renomovaných architektů Jaroslava Paroubka, Arnošta Navrátila, Radka Černého a Jana Sedláčka. Při stavbě hotelu byly použity v té době nejlepší dostupné technologie a materiály a vybavení hotelu bylo děláno významnými umělci – například lustry navrhl slavný sklářský výtvarník Stanislav Libenský, nábytek pocházel mimo jiné od uznávaného interiérového designéra Zbyňka Hřivnáče. Keramické obklady celého komplexu navrhoval Štěpán Kotrba a realizovaly je Poštorenské keramické závody. Interiéry luxusních apartmánů s terasami navrhl architekt Milan Rejchl.
Projekt respektoval profil terénu – bývalé tzv. Petschkovy zahrady, pětipatrová budova plynule kopírovala vrstevnice terénu. Hotelem Praha byla zastavěna plocha 9 800 m2, v budově bylo 136 hotelových pokojů, konferenční sály, restaurace i bazén. Hotelové pokoje byly velmi rozlehlé (prezidentské apartmá mělo rozlohu skoro 400 m2). Všechny pokoje byly orientované na jihovýchod a měly výhled na Pražský hrad.
Výstavba byla zahájena v roce 1975, dokončena byla v roce 1981. Cena byla 800 milionů Kčs.

## Historie
Hotel byl otevřen v květnu 1981 a do listopadu 1989 sloužil jako špičkové ubytovací zařízení pro potřeby Komunistické strany Československa a československé vlády především k ubytování zahraničních vládních a stranických delegací.
V roce 1989 byl hotel zpřístupněn veřejnosti a stal se majetkem hlavního města Prahy, ve správě ho měla Praha 6 a byl provozován jako pětihvězdičkový hotel.
V lednu roku 2001 byly jednou z Hotelu Praha během tzv. televizní krize vysílány Události ČT. Uskutečnilo se tak pod vedením tehdejší ředitelky zpravodajství Jany Bobošíkové a moderátorkou těchto Událostí byla Dušica Zimová.
V roce 2002 městská část Praha 6 hotel prodala za 501 milionů Kč společnosti Falkon Capital, spojené s vymáháním ruského dluhu.

## Zbourání hotelu

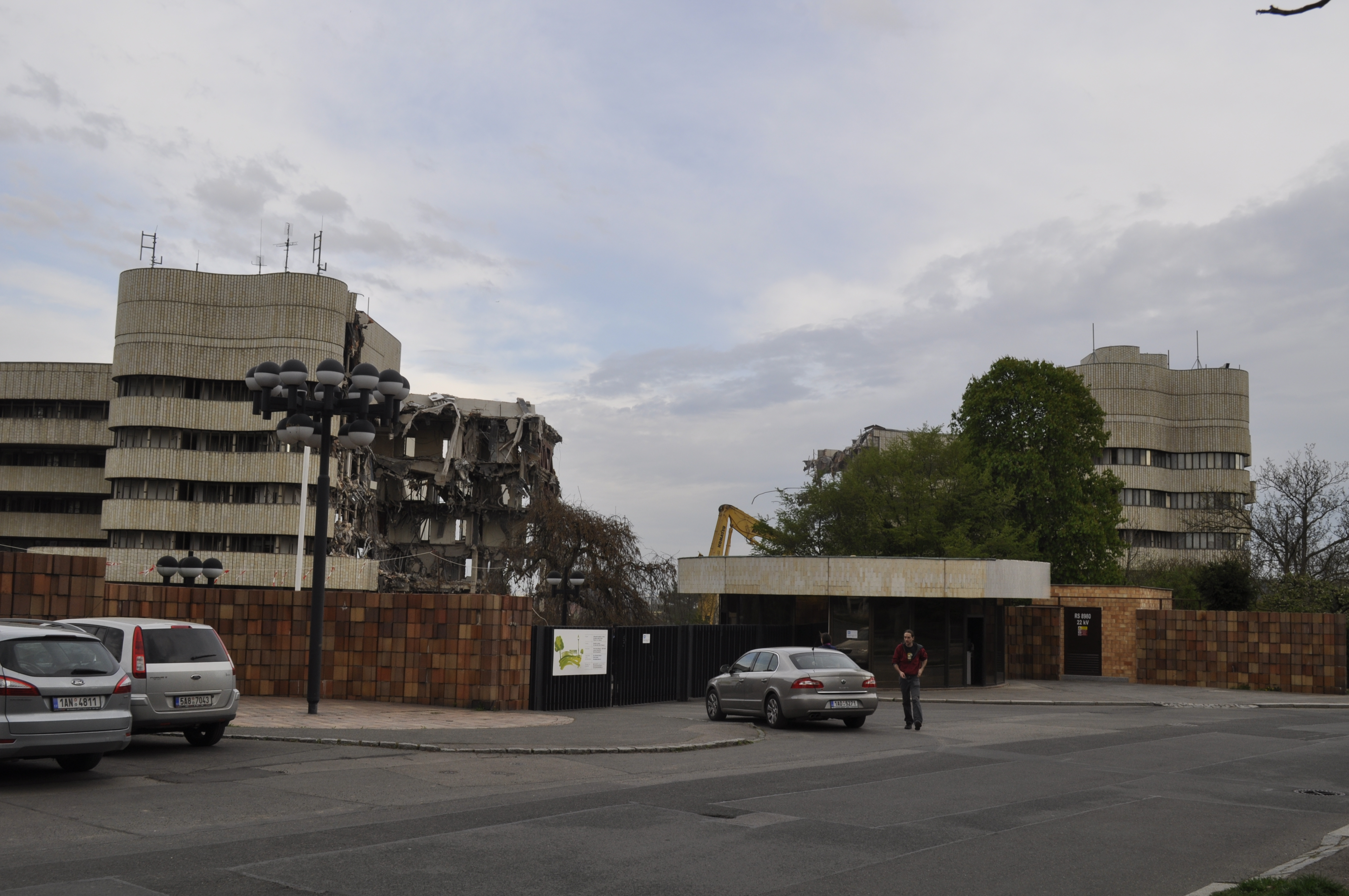
Stav demolice 8. dubna 2014

### Záměry
Původní vlastník v závěru roku 2012 nemovitost prodal za 1 mld. Kč, novým majitelem se stala kyperská společnost Maraflex, kterou podle médií vlastnil podnikatel František Savov. V roce 2013 společnost Maraflex ukončila provoz hotelu a ředitel Petr Novák uvedl, že chce pozemky využít pro moderní rezidenční bydlení. Uvedl, že hotel byl postaven tak velkoryse, že jeho provoz není ekonomicky udržitelný, ale že ve hře jsou ještě obě varianty, jak zbourání, tak rekonstrukce.
V červnu 2013 hotel koupila skupina PPF. Její majoritní vlastník Petr Kellner oznámil záměr jej zbourat a pozemky využít pro nový areál své školy Open Gate. Na místě zpustlých hotelových garáží a záložního energetického zdroje v dolní části areálu měla vyrůst škola; PPF již dříve získala i bývalou usedlost Hadovku v sousedství, která má být také součástí komplexu. Mluvčí PPF uvedl, že demolice by měla probíhat přes zimu a ideálně by měla začít ještě v roce 2013; demolice měla proběhnout metodou rozstříhání budovy a její cena se předběžně odhadovala na několik desítek milionů korun.
Na místě zbouraného hotelu je nyní park. S výstavbou v dolní části areálu se mělo začít v lednu 2017 a v červnu 2018 měl být komplex školy dokončený. Nová pobočka školy Open Gate zde ale nakonec stát nebude. Důvodem tohoto rozhodnutí je skutečnost, že ani po více než dvou a půl letech se nepodařilo získat všechna potřebná povolení pro zahájení stavby.
Nadace The Kellner Family Foundation zřídí v dolní části areálu zbouraného hotelu Praha veřejně přístupnou venkovní galerii se sbírkou osmi soch a zahradních kompozic světově proslulého britského sochaře Tonyho Cragga. Součástí projektu bude i dětské hřiště.

### Snahy o záchranu
Ještě v době, kdy Maraflex plánoval zde vybudovat rezidenční bydlení, skupina odborníků (jmenováni byli historik architektury a památkář Ladislav Zikmund-Lender, historička umění Milena Bartlová a výtvarník Pavel Karous) 25. února 2013 navrhla prohlásit Hotel Praha za kulturní památku. Podle nich byl hotel zcela unikátní ukázkou architektury vybočující z dobového průměru. Interiér stavby i vybavení hotelu považovali za neobyčejně ucelený soubor dobového výtvarnictví a designu. Hotel podle návrhu reprezentuje unikátní doklad dobového celostního uměleckého díla, kde je sladěna architektura, interiéry, výtvarné prvky i nábytek a plán nového majitele vystavět na místě hotelu rezidenční bydlení navíc nezaručuje náhradu kvalitnější architekturou, která by opravňovala k demolici stávající stavby. Podle iDnes návrh podpořili i historik architektury Rostislav Švácha, kritik architektury Adam Gebrian nebo předsedkyně Klubu Za starou Prahu Kateřina Bečková, podle jiného článku iDnes patřili Gebrian a Bečková přímo mezi navrhovatele, mezi nimiž byl jmenován ještě finalista Ceny Jindřicha Chalupeckého Pavel Sterec.
Pavel Karous, jeden z navrhovatelů památkové ochrany, uvedl, že architektura hotelu Praha je naprosto výjimečná tím, že kopíruje vrstevnice svahu a svým tvarem reaguje na terén; především jižní strana hotelu je ve stylu takzvané organické architektury, čímž autoři předčili o desetiletí například světově uznávaného architekta Jana Kaplického. Stavby, které by takto ctily prostor, se u nás kromě srovnatelně odvážného televizního vysílače Ještěd podle něj téměř nevyskytují. Objekt budovy představuje velkorysý Gesamtkunstwerk (propojení interiérového designu a užitého i volného umění v jedno celostní dílo) a na monumentálních výtvarných realizacích se podílely desítky nejuznávanějších českých výtvarníků druhé poloviny 20. století.
Kateřina Bečková, předsedkyně Klubu Za starou Prahu, uvedla, že opovrhování kvalitou budovy jako produktem minulého režimu je smutnou ukázkou soudobé zaslepenosti a zamýšlené bourání hotelu Praha je projevem arogantního obrazoborectví současné doby.
V neděli 30. června 2013 kolem poledne skupinka asi deseti lidí lidí z iniciativy Vekslák bourá Prahu protestovala proti tomu, že se začalo bourat dříve, nežli zamítnutí návrhu na památkovou ochranu nabylo právní moci. Chtěla pozastavit bourání do doby definitivního rozhodnutí a tvrdila, že tím vyjadřuje jednotný názor kulturní obce, obce historiků umění, kteří se jasně vyslovili proti tomu, aby se hotel Praha boural. Své požadavky předali na vrátnici nedaleké vily Petra Kellnera. Jako organizátor skupiny byl zmíněn Lukáš Matoška, za protestující se vyjadřoval též Pavel Sterec, který řekl, že využijí všechny možnosti k tomu, aby byla demolice zastavena, a bude-li to nutné, budou pokračovat v protestech, aby zachránili tu část kulturního dědictví, která ještě není v kontejneru. Dne 9. července 2013 se za asistence policie sešla přes sídlem PPF další protestní akce v počtu asi sta lidí. Na akci byli vidět lidé v papírových maskách bývalých komunistických funkcionářů, novinová zpráva nejmenovala nikoho z organizátorů. 17. července 2013 se na webu iniciativy objevila informace, že ve čtvrtek 17. července 2013 skupina podá stížnost proti nečinnosti ministerstva kultury a uspořádá pětihodinovou párty na louce před sídlem PPF a rohu Evropské a Gymnasijní ulice. Návrh na památkovou ochranu obdrželo ministerstvo v únoru 2013 a řízení se rozhodlo vůbec nezahájit, ačkoliv podle podatelů bylo povinno řízení zahájit a vyrozumět vlastníka hotelu Praha o povinnosti chránit hotel Praha před poškozením, respektive zničením. V úterý 30. července 2013 web opět oznámil, že ještě téhož dne podá skupina umělců a teoretiků stížnost proti nečinnosti Ministerstva kultury ČR ve věci památkového řízení (návrh obdrželo v únoru 2013 a řízení se rozhodlo vůbec nezahájit) a při té příležitosti uspořádají před Ministerstvem kultury ČR tiskový brífink, na kterém vystoupí Kateřina Bečková (Klub Za starou Prahu), Pavel Karous (Vysoká škola uměleckoprůmyslová) a Ladislav Zikmund-Lender jako zástupci více než 150 signatářů výzvy.

### Bourání hotelu podpořila řada známých architektů a osobností
Na druhé straně se objevily na sociálních sítích skupiny studentů architektury a stavební fakulty, které vyzvaly k zbourání Hotelu Praha. Organizátoři za dva měsíce sebrali přes 10 000 podpisů a přes půl roku upozorňovali i na druhý pohled na Hotel Praha, který dle jejich názoru na Hanspaulku nepatří.
Na druhé straně měl samotný hotel i řadu odpůrců. Historik architektury Rostislav Švácha uvedl, že hotel nehraje v pražské poválečné architektuře žádnou velkou roli, protože není památkově chráněný, dlouho nebyl přístupný veřejnosti a není viditelný v pražském panoramatu, a v jeho případě asi nemá smysl zachovávat jeho původní smysl. Ve své době podle Šváchy nebyl projekt publikovaný a nikdy o něm neproběhla žádná kritická ani umělecko-historická debata, což snižuje jeho hodnotu.
Architekt Zdeněk Lukeš tvrdil, že hotel Praha není špatný projekt, ale na Hanspaulku se z urbanistického hlediska vůbec nehodí, protože působí dojmem, jako by byl původně navržen někam k mořské pláži na Krymu, a kdyby budovu zbourali, nemůže říct, že by se mu po ní nějak stýskalo. Lukeš dále upozornil, že hotel byl stavěn v podobě železobetonové pevnosti a měl v podstatě sloužit i jako případný kryt. Podle Lukeše není možná rekonstrukce hotelu – je prý předimenzovaný a provoz je tak velmi drahý.
Vedle architektů podpořili zbourání Hotelu Praha i osobnosti jako novinář Jiří X. Doležal. Ten ve svém článku uvedl, že jako obyvatel Prahy 6, který od zbudování tohoto skanzenu normalizace, od počátku místními zvanému Hotel Bolševik, musí na ten barák koukat, tleská Petru Kellnerovi. Navíc je od svého vybudování chronicky nevyužitý, přesněji řečeno k ničemu. Jeho zbourání a užití pozemku k něčemu tak ušlechtilému, jako je vybudování univerzitního kampusu, výrazně prospěje celé Praze 6 a všichni místní patrioti jsou Kellnerovi vděční.

### Demolice

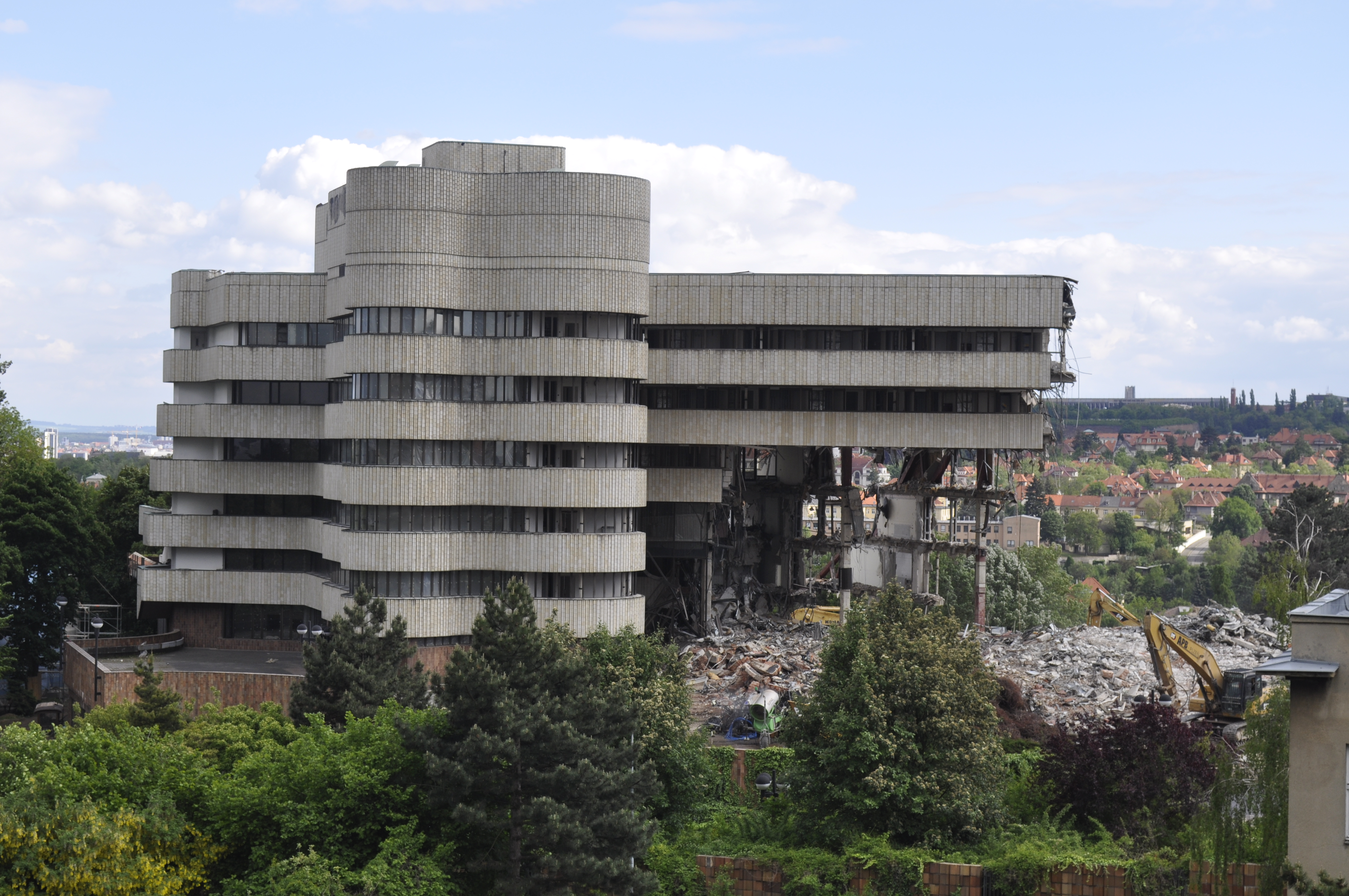
Demolice hotelu v roce 2014

V lednu 2014 nabylo účinnosti povolení k demolici hotelu Praha. Proti rozhodnutí stavebního úřadu Prahy 6, který v prosinci roku 2013 bourání povolil, se v zákonné lhůtě nikdo neodvolal.
Hned v lednu 2014 začala první fáze demolice, tedy vyklízení vnitřních prostor, například demontáž rozvodů a azbestových konstrukcí, postavení provizorní vjezdové cesty a instalace protihlukových bariér. Po vyklizení budovy začalo 5. března 2014 rozebírání konstrukce. Práce měly být hotovy do jednoho roku, detailní harmonogram prací podle investora nebyl určen ke zveřejnění. Demolici provedla plzeňská firma APB. Těžké stroje nejprve budovu rozdělily na dvě části, konstrukci pak rozstříhaly a vydrcovaly speciální hydraulické stavební stroje. Demolice proběhla podle harmonogramu a firma během bourání neřešila žádné neočekávané situace. 10. června 2014 iDnes informovala, že v těchto dnech byly odstraněny poslední zbytky stojící budovy a z hotelu již zbyla pouze suť, pak následovalo čištění podzemních prostor, třídění a recyklace materiálu, zavezení jam vhodným materiálem a dokončení parkových úprav. Část sutě byla využita k zásypu podzemních prostor.
Hotel Praha byl plný funkčních uměleckých děl. Počítají se dle odborníků na stovky a velká část skončila v Uměleckoprůmyslovém muzeu, jiné v soukromých sbírkách.
Na místě hotelu je obnovován park. Mají být vysázeny nové dřeviny, ovšem i zachována původní zeleň – má být zachováno 329 stromů, další tři se zachránit nepodařilo. Na místě bývalých garáží má být vystavěna základní škola a gymnázium. S projektem budovy školy chce firma oslovit renomované české architekty.
V září 2015 média publikovala letecké záběry pozemků, kde dříve stával hotel Praha. Na místě zbouraného hotelu je nyní park.